# Parcul Reconcilierii româno-maghiare din Arad
Parcul Reconcilierii româno-maghiare din Arad este un ansamblu de monumente istorice aflat pe teritoriul municipiului Arad.
Ansamblul este format din două monumente:
- Parcul „Reconcilierii româno-maghiare” (cod LMI AR-III-m-B-21095.01)
- Statuia Libertății (cod LMI AR-III-m-B-21095.02)